# Irska monarhistična družba
Irska monarhistična družba (angleško Irish Monarchist Society,irsko Cumann Monarcach na hÉireann) je bila manjša organizacija, ki je delovala v 1930. letih. Prizadevala si je za ukinitev Svobodne irske države ter ustanovitev neodvisne irske katoliške monarhije pod dinastijo O'Neill. Vidnejša člana družbe sta bila med drugimi Francis Stuart in Osmond Esmonde.